# Ein Mops kam in die Küche

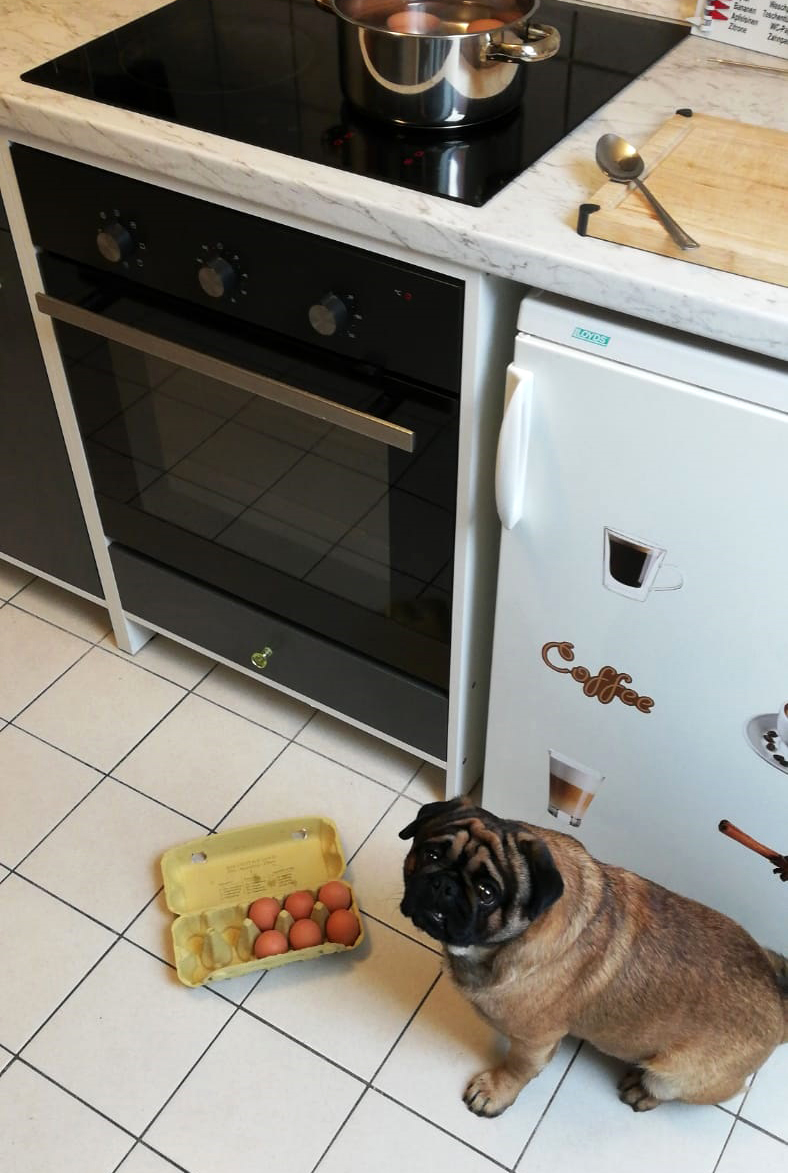
Ein Mops in einer Küche

Ein Mops kam in die Küche ist ein deutschsprachiges Volkslied. Es handelt von einem Mops, der in einer Küche ein Ei „mopst“, daraufhin vom Koch erschlagen und von anderen Möpsen begraben und betrauert wird, wobei die Grabinschrift erneut das Geschehen zitiert.
Eine alternative Variante des Liedes lautet Ein Hund lief/kam in die Küche, im englischen Sprachraum ist es unter dem Titel A dog came in the kitchen bekannt.

## Ursprung und Form
Der Verfasser und der historische Ursprung des Kinderlieds sind nicht überliefert. Ein inhaltlich ähnliches Lied mit dem Titel Ein Hund lief durch die Küche, welches jedoch eine andere Melodie hatte und noch nicht das Merkmal der „Endlosschleife“ aufwies, ist schon um 1840 nachweisbar. Auch der Ursprung des „Endlos“-Textes wird gelegentlich für das 19. Jahrhundert angegeben, wofür es jedoch keinen Beleg gibt. Im Jahr 1924 wurde der Text in Württemberg aufgezeichnet. In Gebrauchsliederbüchern tauchte Ein Mops kam in die Küche etwa ab 1929 auf.
Die Melodie des Liedes ist dieselbe wie die des Volksliedes Mein Hut, der hat drei Ecken und hat ihren Ursprung in der neapolitanischen Canzonetta O mamma, mamma cara. Die Melodie wurde von verschiedenen Komponisten aufgegriffen und verarbeitet bzw. variiert.
Der Text des Liedes ist rekursiv, da er in ein Zitat seiner selbst mündet. Das Lied lässt sich damit beliebig oft wiederholen, wobei in jeder Wiederholung eine tiefere „Zitatebene“ erreicht wird. Damit ist es ein Beispiel für eine mise en abyme („Bild im Bild“ bzw. „ein Bild, das sich selbst enthält“). Hans Magnus Enzensberger nahm das Lied in seine Anthologie Das Wasserzeichen der Poesie als Beispiel für Iteration auf.

## Text
Ein Mops kam in die Küche besteht aus zwei Strophen. Auf die zweite Strophe folgt inhaltlich erneut die erste, was das Lied zu einem „Endloslied“ macht.
Ein Mops kam in die Küche

Und stahl dem Koch ein Ei.

Da nahm der Koch die Kelle

Und schlug den Mops zu Brei.

Da kamen viele Möpse

Und gruben ihm ein Grab

Und setzten ihm ein’ Grabstein

Worauf geschrieben stand:

Ein Mops kam in die Küche

Und stahl dem Koch ein Ei.

[…]
Das Lied ist je nach Aufzeichnung mit geringfügig variierenden Texten überliefert. So gibt es zum Beispiel Textvarianten, in denen der Mops mit einem „Löffel“ statt einer Kelle erschlagen wird, anstelle „zu Brei“ wird er in einigen Versionen „entzwei“ geschlagen oder die anderen Möpse setzten ihm ein „Denkmal“ anstatt des Grabsteins, „darauf (statt worauf) geschrieben stand“. Eine weitere Fassung spricht allgemein von einem „Hund“, nicht speziell von einem Mops. Um die zweite Strophe dem Reimschema der ersten anzugleichen, lautet deren zweite Zeile mitunter auch „Und begruben ihn im Sand“ statt „Und gruben ihm ein Grab“. In der englischsprachigen Variante stiehlt der Mops dem Koch kein Ei, sondern eine Brotkruste (englisch crust of bread), wird daraufhin aber ebenfalls mit einer Kelle erschlagen.

## Rezeption
Wladimir, eine der Hauptpersonen aus Samuel Becketts 1953 veröffentlichtem Werk Warten auf Godot, singt zu Beginn des 2. Aktes den gesamten Text von Ein Hund kam in die Küche. Beckett hatte das Lied während seiner Deutschlandreise bei einem Aufenthalt im Januar 1937 in Weimar kennengelernt und in seinem Tagebuch festgehalten. In Becketts englischer Fassung des Stücks lautet der Textanfang A dog came in the kitchen. In dieser Textfassung stiehlt der Mops dem Koch kein Ei, sondern eine Brotkruste und wird daraufhin ebenfalls mit einer Kelle erschlagen.
Bereits 1922 verwendete Bertolt Brecht das Lied in seinem Stück Trommeln in der Nacht, indem er seine Hauptfigur Andreas Kragler den ersten Teil des Textes anstimmen lässt. Nachdem Brecht sich das Textbuch von Warten auf Godot besorgt hatte, erweiterte er im Zuge einer Umarbeitung seines eigenen Stückes in den 1950er Jahren Kraglers Text auf das gesamte Lied.
Brecht nahm das Rundgedicht auch in seine ab 1939 entstandenen Übungsstücke für Schauspieler auf. Der Text von Ein Hund ging in die Küche wird seither von Schauspielschülern als Übung verwendet, um das Sprechen verschiedener Figuren zu trainieren. Dazu wird der Text des Liedes mehrfach hintereinander in verschiedenen Haltungen bzw. Stimmungen rezitiert.
In Alfred Hitchcocks Klassiker Das Fenster zum Hof ist die Melodie zu hören, als der Hund der Nachbarn aus dem Dachgeschoss über den Hof läuft. Im weiteren Verlauf des Films wird der Hund mit gebrochenem Genick aufgefunden.
Ein österreichischer Kriminalfilm aus dem Jahr 2002 trägt den alternativen Liedtitel Ein Hund kam in die Küche.
Das Staatstheater Mainz führte in der Reihe Hörtheater ein Stück mit dem Namen Ein Mops kam in die Küche auf, welches am 26. Februar 2016 Premiere hatte.
Die Autorin Gisa Kossel veröffentlichte 2012 das Buch Ein Mops kam in die Küche – Unendliche Variationen, in dem sie 35 von verschiedenen Autoren beigesteuerte Variationen des Liedtextes sammelte. Im Jahr 2018 schrieb Kossel den Versroman Die wundersame Pilgerreise von Koch und Mops nach Santiago de Compostela, der auf dem Liedtext beruht, in welchem jedoch der Koch den Mops nicht erschlägt, sondern mit ihm gemeinsam auf dem Jakobsweg nach Santiago de Compostela pilgert.